# Polycarpa glebosa
Polycarpa glebosa är en sjöpungsart som först beskrevs av Sluiter 1895.  Polycarpa glebosa ingår i släktet Polycarpa och familjen Styelidae. Inga underarter finns listade i Catalogue of Life.